# 小行星9508
小行星9508（英語：9508 Titurel）是一颗围绕太阳公转的小行星。1977年10月16日，C. J. 万·豪敦、I. 万·豪敦-格勒内费尔德、T. 赫雷爾斯在帕洛马山发现了此天体。
这颗小行星的绝对星等为345.58405等。小行星9508以德國作曲家理察·華格納的歌劇《帕西法爾》的登場角色提督瑞爾命名。